# 鹤庆独活
鹤庆独活（学名：Heracleum rapula）是伞形科独活属的植物，为中国的特有植物。分布在中国大陆的云南等地，生长于海拔2,000米至2,200米的地区，多生于山坡沟边和稻田地，目前尚未由人工引种栽培。

## 别名
白云花（云南）